# Château de Zandenburg
Le Zandenburg ou château de Zandenburg (également appelé parfois Sandenburg ou Sandenburgh) était un château à l'extérieur de la ville de Veere en Zélande. C'était la résidence des seigneurs de Veere, d'abord de la maison de Borsele et plus tard d'une lignée hybride de la maison de Bourgogne. Dans la première moitié du XVIe siècle, en particulier les amiraux Philippe, Adolphe et Maximilien de Bourgogne ont fait du château de Zandenburg l'une des cours les plus célèbres des Pays-Bas habsbourgeois.
À la fin du XIIIe siècle, Zandenburg, tout comme la ville de Veere, était un fief confié à la maison de Borsele. Henri II de Borsele et son fils Wolfert VI, maréchal de France, gendre du roi Jacques Ier d'Ecosse, y accueillent les ducs bourguignons Philippe le Bon (1437) et Charles le Téméraire (1451 et 1470).
Le maréchal n'ayant pas d'héritier mâle, il laissa Zandenburg à sa fille Anna, mariée le 4 juillet 1485 à Philippe de Bourgogne, seigneur de Beveren. Philippe était un fils du grand bâtard Antoine de Bourgogne, qui était aussi un fils du duc Philippe et détenait le titre d' amiral des Pays-Bas. Son fils Adolphe et son petit-fils Maximilien II de Bourgogne furent également des amiraux. Maximilien était également stathouder de Hollande, Zélande et Utrecht. Ces trois grands personnages pouvaient se permettre financièrement de recevoir les princes de Habsbourg au Zandenburg: Philippe Ier le Beau (en 1500), l'empereur Charles Quint (en 1515 et 1540) et Philippe II d'Espagne (en 1556).
Maximilien est mort sans successeur et avec son décès, la grande époque du château s'achève. Le château tomba en mauvais état et la ruine fut démolie en 1812. En 2006, la zone avec les vestiges a été protégée.

## Sources
- Louis Sicking, Neptune and the Netherlands. State, economy and war at sea in the Renaissance. Leiden [etc.], 2004 (History of Warfare 23) (consulté en ligne via googlebooks)
- Tiny Polderman, Archeologica Zelandica: Sandenburgh bij Veere. In: Zeeland 4/3 (septembre 1995), pp.109-112.